# Robert Kubiszyn
Robert Kubiszyn (ur. 20 grudnia 1977 w Krakowie) – polski kontrabasista i basista jazzowy, kompozytor, aranżer i producent muzyczny.

## Działalność artystyczna
Absolwent Wydziału Jazzu i Muzyki Rozrywkowej Akademii Muzycznej w Katowicach w klasie kontrabasu prof. Jacka Niedzieli.
Stale współpracuje ze znanymi polskimi muzykami:
Anną Marią Jopek, Grzegorzem Turnauem, Henrykiem Miśkiewiczem, Markiem Napiórkowskim, Dorotą Miśkiewicz.
Występował z wieloma uznanymi artystami jazzowymi oraz popowymi, jak m.in. Adam Pierończyk, Dean Brown, Jon Herington, Mino Cinelu, Gregoire Maret, Janusz Muniak, Zbigniew Namysłowski, Jarosław Śmietana, Ryszard Styła, Jacek Królik, Apostolis Anthimos, Krzysztof Herdzin, Maria Schneider (z orkiestrą Krzysztofa Herdzina), Michał Tokaj, Cezary Konrad, Krzysztof Dziedzic, Michał Dąbrówka, Krzysztof Zawadzki, Walk Away, Ewa Bem, Natalia Kukulska, Kuba Badach, Grzegorz Karnas.
Brał udział w wielu projektach muzycznych z Anną Marią Jopek:
- Anna Maria Jopek & friends with Pat Metheny,
- Anna Maria Jopek Trio with Mino Cinelu – Niebo project,
- Anna Maria Jopek & friends with Oscar Castro-Neves,
- Anna Maria Jopek with Richard Bona & Dhafer Youssef.

Razem z Grzegorzem Turnauem uczestniczy w jego koncertach ze stałym zespołem oraz w projektach:
- TurBiKon (Grzegorz Turnau, Robert Kubiszyn, Cezary Konrad)
- 7 widoków w drodze do Krakowa (Grzegorz Turnau, Dorota Miśkiewicz, Robert Kubiszyn, Cezary Konrad, Mariusz Pędziałek, Robert Majewski, orkiestra symfoniczna)

Zajmuje się również produkcją muzyczną oraz aranżacją. Był współproducentem dwóch albumów gitarzysty Marka Napiórkowskiego „NAP” i „Wolno” nagranych dla Universal Music Polska.
29 października 2010 roku ukazał się jego autorski album Before Sunrise (w katalogu Universal Music Polska), za który otrzymał nagrodę Fryderyka w kategorii jazzowy fonograficzny debiut roku.
Od 2017 roku współpracuje z Krzysztofem Cugowskim, tworząc zespół, który towarzyszy liderowi Budki Suflera na koncertach i nagraniach. Zespół ten, nazywany również Zespołem Mistrzów, poza Robertem Kubiszynem składa się z Jacka Królika (gitara), Cezarego Konrada (perkusja) i Tomasza Kałwaka (instrumenty klawiszowe).

## Instrumentarium
- Fodera Emperor 5 Deluxe 35
- Nexus Tenor Bass
- Jerzy Drozd Fretless Bass
- Gitara basowa akustyczna (Jerzy Wysocki)
- Kontrabas (Marian Pawlik – bass art)

## Wybrana dyskografia

### Albumy solowe
- 2010 – Before Sunrise (Universal Music Polska)

### Albumy z Grzegorzem Turnauem
- 1997 – Tutaj jestem (Pomaton EMI) (w utworach „Niebezpieczne związki” oraz „Szli tędy ludzie”)
- 1998 – Księżyc w misce (Pomaton EMI)
- 1999 – Ultima (Pomaton EMI)
- 2002 – Nawet (Pomaton EMI)
- 2004 – Cafe Sułtan (Pomaton EMI)
- 2005 – 11:11 (Pomaton EMI)
- 2006 – Historia pewnej podróży (Pomaton EMI)
- 2009 – Do zobaczenia (Pomaton EMI)
- 2010 – Ino (album niedostępny w sprzedaży)
- 2010 – Fabryka klamek (Mystic Production)
- 2011 – Och! Turnau Och- Teatr 18 V 2011 (Mystic Production)
- 2014 – Jan Kanty Pawluśkiewicz. Antologia. Volume 5: Grzegorz Turnau Czas błękitu (Polskie Radio)
- 2014 – 7 widoków w drodze do Krakowa (Mystic Production)

### Albumy z Anną Marią Jopek
- 2002 – Nienasycenie (Universal Music Polska)
- 2003 – Farat (Universal Music Polska)
- 2005 – Secret (Universal Music Polska)
- 2005 – Niebo (Universal Music Polska)
- 2008 – JO & CO (Universal Music Polska)
- 2008 – Pat Metheny & Anna Maria Jopek – Upojenie (Nonesuch Records)

### Albumy z Dorotą Miśkiewicz
- 2002 – Dorota Miśkiewicz Goes to Heaven (Grami)
- 2005 – Pod Rzęsami (Sony Music)
- 2008 – Caminho (Sony Music)
- 2012 – Ale (Sony Music)

### Pozostałe albumy
- 1998 – Jarosław Śmietana, Ryszard Styła – Kind of Life (SelleS)
- 2001 – Ewa Bem – Mowie tak, myślę nie (Pomaton EMI)
- 2001 – Robert Janowski – Nieważkość (ZPR-Records)[2]
- 2004 – Ewa Bem – Ewa,Ewa (Pomaton EMI)
- 2004 – Henryk Miśkiewicz – Full Drive (Grami)
- 2004 – Grzegorz Karnas – Sny (Ninth Floor Production)
- 2004 – Piotr Mikołajczak – Ławeczka (Sony Music)
- 2004 – TGD – Wiara czyni cuda (Gift)
- 2005 – Andrzej Sikorowski i Maja Sikorowska – Kraków-Saloniki (Pomaton EMI)
- 2005 – Marek Napiórkowski – Nap (Universal Music Polska)
- 2006 – Adam Pierończyk trio – Busem po sao paulo (Meta records)
- 2006 – Acoustic Room 47 (Proa Records)
- 2006 – Mariusz Szaban – Pierwszy stopień  (Dream Space Music)
- 2006 – Ewa Małas-Godlewska – Sentiments (Polskie Radio)
- 2006 – Bisquit – Inny smak (Kayax)
- 2006 – Natalia Kukulska – Konwój Muszkieterów (live) (Fundacja Muszkieterów)
- 2006 – Mathplanette (Pomaton EMI)
- 2007 – Henryk Miśkiewicz – Full Drive 2 (Grami)
- 2007 – Marek Napiórkowski – Wolno (Universal Music Polska)
- 2008 – Muzyka z filmu Rozmowy Nocą (Kayax)
- 2009 – Michał Rudaś – Shuruvath (MyPlace)
- 2009 – Krzysztof Herdzin – fantazja na tematy IV kwartetu smyczkowego Grazyny Bacewicz (Polskie Radio SA)
- 2009 – Pono feat. Sokół – To prawdziwa wolność człowieka (3Label)

## Muzyka filmowa i teatralna
- 2002 – Przygody Sindbada Żeglarza
- 2004 – Ławeczka (kontrabas, gitara basowa)
- 2005 – Zakochany Anioł (kontrabas, gitara basowa)
- 2007-2010 – Barwy szczęścia (kontrabas, gitara basowa)
- 2008 – Agentki (gitara basowa)
- 2008 – Jeszcze raz (gitara basowa)
- 2008 – Nie kłam, kochanie (gitara basowa i kontrabas)
- 2008 – Niezawodny system (kontrabas, gitara basowa)
- 2008 – Rozmowy nocą (gitara basowa, kontrabas)
- 2008 – To nie tak jak myślisz, kotku (gitara basowa, kontrabas)
- 2009 – Idealny facet dla mojej dziewczyny (kontrabas, gitara basowa)
- 2009 – Miasto z morza (kontrabas jazzowy)

## Nagrody
- 2011 Fryderyk za najlepszy debiut fonograficzny w muzyce jazzowej[3]